# Zdenka Čorkalo
Zdenka Marić-Čorkalo (Zagreb, 1951.), hrvatska liječnica i književnica

## Životopis
Rodila se u Zagrebu, no od najranijeg djetinjstva živi u Splitu. Završila je studij medicine i specijalizaciju iz anesteziologije. Udana je za supruga Antu te imaju sina Stipu i kći Jerolimu. Kao specijalistica anesteziologije zaposlena je u KBC Firule u Splitu, a u toj je ulozi iz profesionalnih i domoljubnih razloga sudjelovala i u Domovinskom ratu. Ratnih pet godina je kao anesteziolog, dragovoljac i hrvatska braniteljica bila je u osam ratnih bolnica u Hrvatskoj i BiH (Dubrovnik, Ston, Ploče, Neum, Tomislavgrad, Livno, Rama-Rumboci, Nova Bila a potom 1996. kao ispomoć u Mostaru). Iz tih događaja i doživljaja nastajale su njene knjige. Svoja iskustva proživljanja i promišljanja o životu i ljudima uobličuje u esejističke tekstove koje je dosada objavila u sedam knjiga: "Pred licem stvarnosti", "Ti si moje zdravlje", "Tvrdoća iz pravednosti", "Docent", "Lovac", "Fratar" i "Vila Velebita" te prozna djela "Lijek za srce", "Tanak led" i roman "Šimun". Sudjelovala na Susretima hrvatskoga duhovnoga književnoga stvaralaštva Stjepan Kranjčić. Dobitnica hrvatske književne nagrade Dubravko Horvatić. 2013. je dobila 3. nagradu za prozu.